# Roquinimex
Roquinimex (Linomide) là một chất kích thích miễn dịch dẫn xuất quinoline làm tăng hoạt động tế bào NK và độc tế bào đại thực bào. Nó cũng ức chế sự hình thành mạch và làm giảm bài tiết TNF alpha.
Roquinimex đã được nghiên cứu để điều trị một số bệnh ung thư (bao gồm cả liệu pháp bổ trợ sau ghép tủy xương trong bệnh bạch cầu cấp tính) và các bệnh tự miễn, như bệnh đa xơ cứng và bệnh tiểu đường loại I khởi phát gần đây. Một số thử nghiệm đã bị chấm dứt do độc tính tim mạch nghiêm trọng.

## Tổng hợp

Tổng hợp Roquinimex:

Ethyl 2- (methylamino) benzoate được ngưng tụ với ethyl malonate. Trao đổi amin-ester của hợp chất đó với N-methylaniline dẫn đến sự hình thành của amide roquinimex.